# Хания, Исмаил
Исмаи́л Абде́ль Сала́м Ахме́д Хани́я (араб. إسماعيل هنية‎; 29 января 1963, лагерь аль-Шати, Газа — 31 июля 2024, Тегеран, Иран) — палестинский политический деятель, с 2018 года обозначенный США как глобальный террорист особого значения. Член исламистской организации ХАМАС с момента её основания в 1988 году, а с 2017 года — глава политбюро. Последние годы жизни проживал в изгнании, в Катаре и Турции.
31 июля 2024 года был убит в Тегеране после участия в церемонии инаугурации иранского президента Масуда Пезешкиана.

## Биография
Родился 29 января 1963 года в лагере палестинских беженцев аль-Шати в секторе Газа. В 1987 году окончил Исламский университет Газы по специальности «литература». В 1988 году выступил одним из основателей исламистской организации ХАМАС. В 1989 году был арестован Израилем и после трёх лет содержания в тюрьме был выслан в южный Ливан. В 1990 году вернулся в Газу и был назначен деканом Исламского университета.
После освобождения из тюрьмы основателя ХАМАС шейха Ясина в 1997 году Хания стал его секретарём.
В сентябре 2003 года ранен в результате израильского авиаудара.
В декабре 2005 года возглавил предвыборный список «Изменения и реформы» (ХАМАС) на выборах в Палестинский законодательный совет второго созыва. 25 января 2006 года блок получил абсолютное большинство мест в законодательном собрании.
16 февраля 2006 года ХАМАС выдвинула кандидатуру Исмаила Хании на пост премьер-министра автономии. 21 февраля председатель Палестинской национальной администрации Махмуд Аббас поручил Хании сформировать новое правительство. Правительство приобрело[уточнить] полномочия после утверждения его состава Палестинским законодательным советом.
В марте 2006 года премьер-министр Хания посещал с визитом Москву по приглашению президента Путина и провёл переговоры в МИД России.
25 февраля 2006 года Исмаил Хания заявил в интервью газете «Вашингтон Пост», что ХАМАС проведёт ревизию соглашений с Израилем и будет придерживаться лишь тех из них, которые отвечают интересам палестинского народа — тех договорённостей, которые гарантируют создание палестинского государства в границах 1967 года со столицей в Иерусалиме, а также соглашений, предусматривающих освобождение палестинских заключённых.
20 октября 2006 года в секторе Газа на Исмаила Ханию было совершено покушение со стороны активистов ФАТХа. Кортеж был обстрелян боевиками из стрелкового оружия.
По состоянию на 2006 год, правительство ХАМАС во главе с Исмаилом Ханией отказывалось выполнить три основных требования международного сообщества:
- отказ от террора;
- признание Израиля;
- признание и выполнение всех соглашений, подписанных в прошлом между Израилем и Палестинской автономией.

Указом Махмуда Аббаса коалиционное правительство Хании было распущено, и 17 июня 2007 года Аббас привёл к присяге новое правительство под председательством Салама Файяда. Но сторонники ХАМАСа решение Аббаса и легитимность правительства Файяда не признали, и кабинет Хании продолжил свою работу. К весне 2011 году ситуация с противостоянием ФАТХа и ХАМАСа, которая привела к фактическому наличию двух правительств — Хании в секторе Газа и Файяда на Западном берегу реки Иордан, стабилизировалась.
В 2013 году Хания принял участие в художественном фильме «И мы любим жизнь» о жизни Сектора Газа.
В 2018 году Государственный департамент США признал его глобальным террористом особого значения.
В 2020 году, в ответ на публикацию администрацией президента США Дональда Трампа её плана мирного урегулирования палестино-израильского конфликта, Хания заявил: 

«Палестинский народ, который сражался сто лет, не уполномачивал никого уступать или торговаться. Иерусалим — наш, земля — наша, и всё — наше».
В сентябре 2022 года, в рамках сложившихся отношений между ХАМАС и Россией, нанёс визит в Россию, в ходе которого встретился в Москве с министром иностранных дел России Сергеем Лавровым, посетил Государственную думу, а также встретился в Казани с главой Татарстана Рустамом Миннихановым. Делегация ХАМАС осталась довольна визитом, Хания отметил, что ХАМАС разделяет «многие позиции российской внешней политики».
В апреле 2023 года в Бейруте Хания встретился с генеральным секретарём ливанской «Хезболлы» Хасаном Насраллой.
В июле 2023 года в Анкаре при посредничестве Турции прошла встреча между Исмаилом Ханией и президентом Палестины Махмудом Аббасом.
Проживал Хания в катарской Дохе.
20 мая 2024 года прокурор Международного уголовного суда Карим Хан запросил ордер на арест Исмаила Хании как ответственного за военные преступления в ходе нападения ХАМАС на Израиль включая «истребление, убийства, захват заложников, изнасилования и сексуальное насилие в плену».

## Личное состояние
Исмаил Хания занимался сбором средств для ХАМАСа; по данным канадского National Post, американского New York Post, индийского The Times of India, израильского Управления военной разведки (АМАН), и ряда других источников, его личное состояние составляло примерно четыре миллиарда долларов. Миллиардное состояние, по данным New York Post, он сколотил благодаря присвоению международной помощи, предоставляемой палестинцам. Издание подчеркивает, что это было сделано в то время, когда в секторе Газа более 80 % населения сектора живут в бедности, а ХАМАС перенаправляет помощь для населения в свою казну. Как дополняет India Times, он заработал деньги ещё и благодаря налогу в двадцать процентов со всех товаров, которые попадают из Египта в сектор Газа.

## Гибель

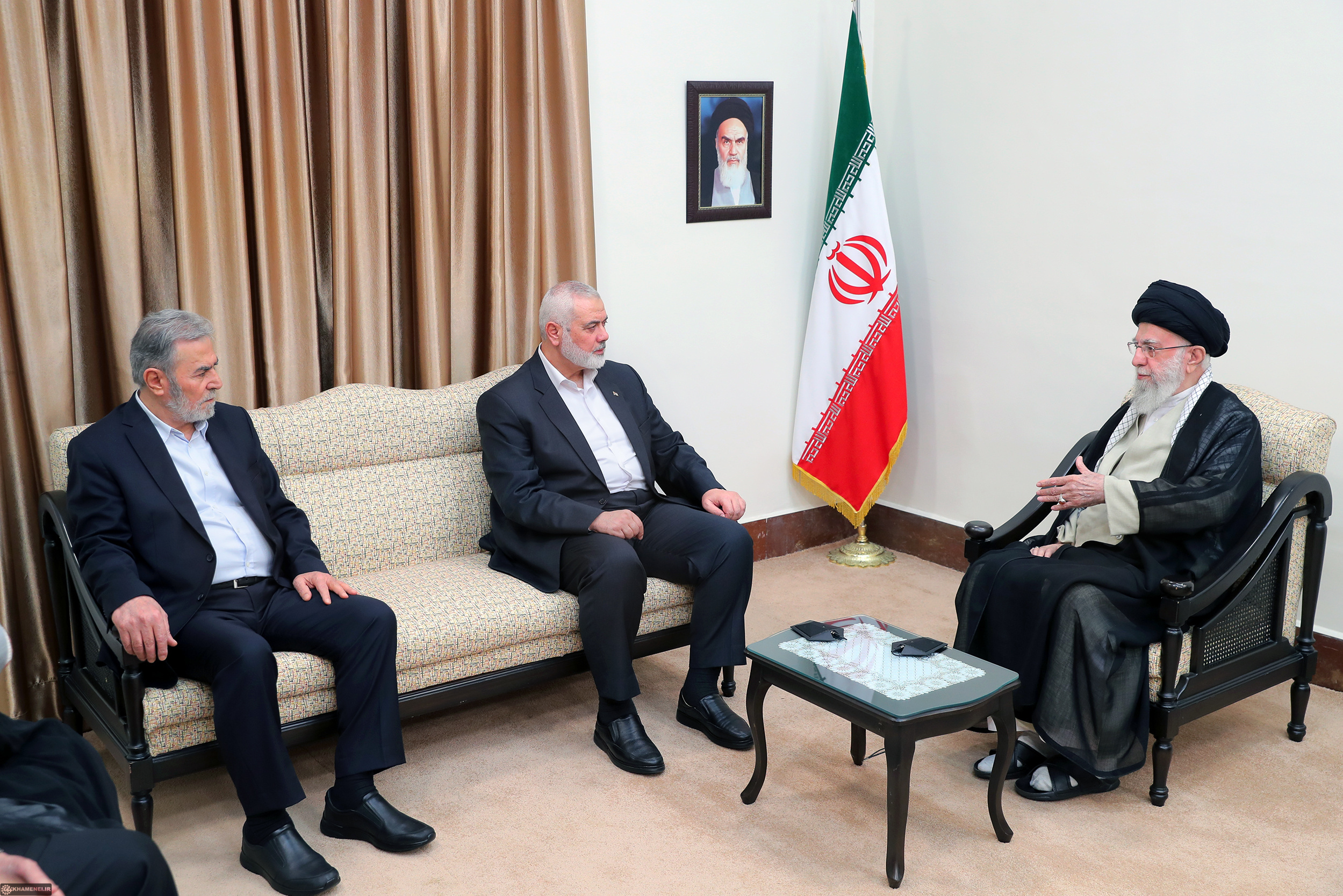
Последнее фото Исмаила Хании за несколько часов до гибели, на встрече с высшим руководителем Ирана Али Хаменеи

31 июля 2024 года Хания был убит в Тегеране, куда он прибыл, чтобы присутствовать на инаугурации избранного президента Ирана Масуда Пезешкиана.
2 августа 2024 года похоронен в Катаре на кладбище в городе Лусаил, к северу от Дохи.

## Семья
Сёстры Холидия, Лейла и Сабах живут в городе Тель-Шева в Израиле, а их дети служили в Армии обороны Израиля. Они — вдовы и получают от Израиля социальное страхование за потерю кормильцев.
1 апреля 2024 года сестра Хании, Сабах, была арестована израильскими властями по подозрению в связях с членами ХАМАС, подстрекательстве к террору и поддержке террористической деятельности.
У Хании было 13 детей. 10 апреля 2024 года три сына и три внука Хании погибли в лагере беженцев Шати в секторе Газа в результате воздушного удара израильской армии.